# トマス・ブキャナン・リード
トマス・ブキャナン・リード（Thomas Buchanan Read、1822年3月12日 - 1872年5月11日）は、アメリカ合衆国の詩人、肖像画家。

## 経歴

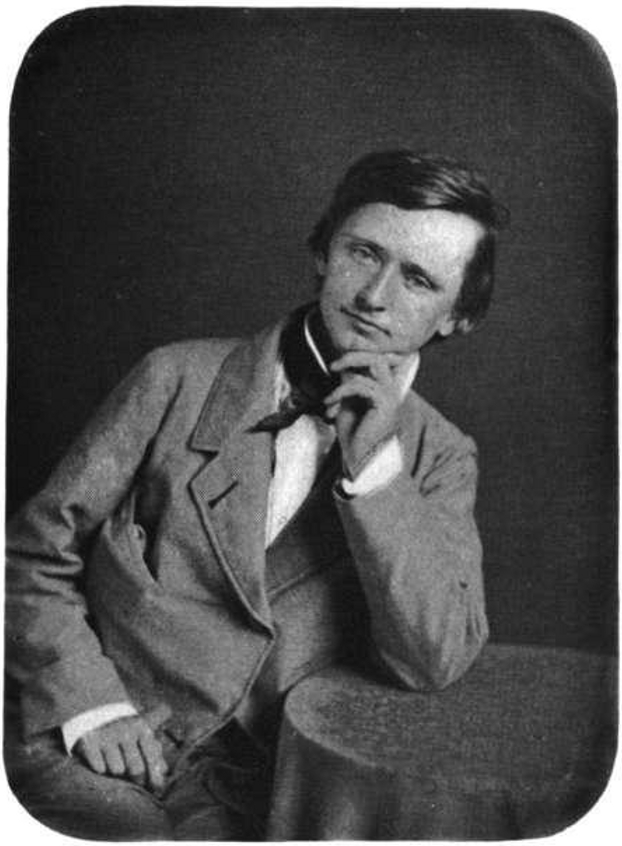
28歳のトマス・ブキャナン・リード。

リードは、1822年3月12日に、ペンシルベニア州チェスター郡ダウニングタウン近郊の小村コーナー・ケッチ (Corner Ketch) で生まれた。
画業のかたわら、リードは散文の物語『The Pilgrims of the Great St. Bernard』や、『The New Pastoral』、『The House by the Sea』、『Sylvia』、『A Summer Story』など数冊の詩集を発表した。これらの詩集に収録された比較的短い作品の中には、例えば「Sheridan's Ride」、「Drifting」、「The Angler」、「The Oath」、「The Closing Scene」などは大いに評判になった。リードは短期間だけラファエル前派に関わっていた。彼の絵の評判が最も高かったのはフィレンツェにおいてであった。彼が肖像画を描いた人物には、エイブラハム・リンカーン、ヘンリー・ワズワース・ロングフェロー、アルフレッド・テニスン、エリザベス・バレット・ブラウニング、ロバート・ブラウニング、ウィリアム・ヘンリー・ハリソンらがいた。リードは、馬車の事故で負傷し、それがもとで健康を損ない、アメリカ合衆国へ帰国する途上の船中で肺炎に罹患して死去した。

## 文学作品
- Poems. 1847

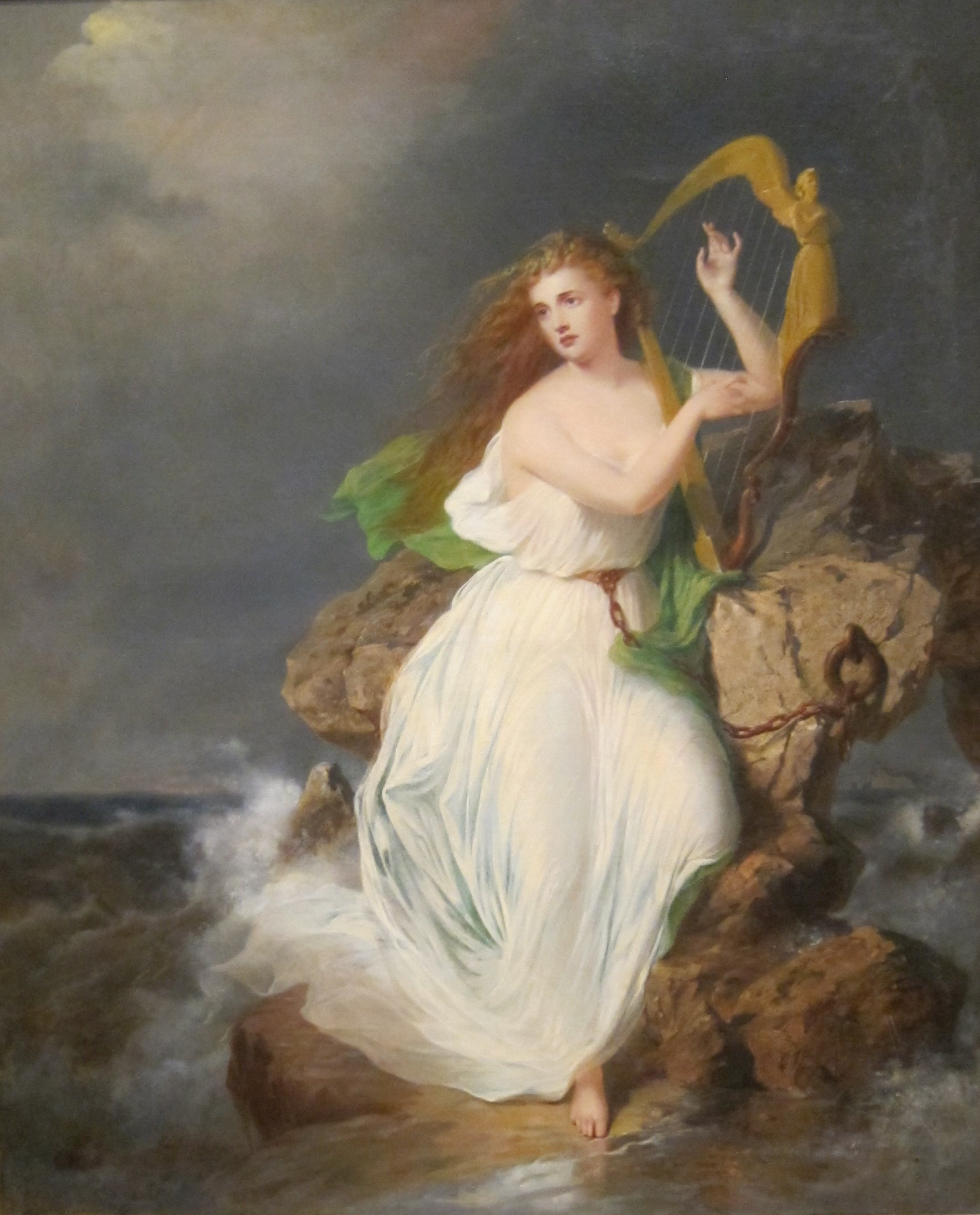
『The Harp of Erin』、トマス・ブキャナン・リード画、1867年。

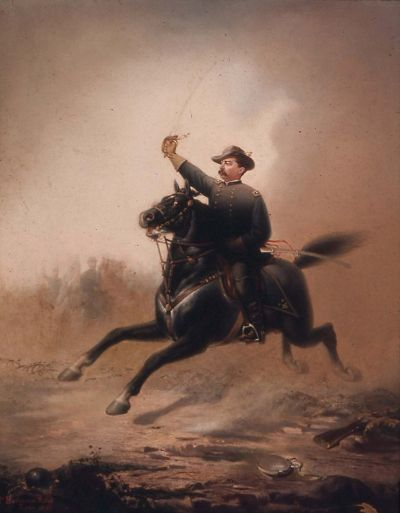
『Sheridan's Ride』、トマス・ブキャナン・リード画、1871年。

- The Female Poets of America With Portraits, Biographical Notices, and Specimens of Their Writings. 1849
- Lays and Ballads 1849
- Thoraren the Skald. 1850
- The Stolen Child. 1850
- Edward A. Brackett's Marble Group of the Shipwrecked Mother and Child. 1852
- The Pilgrims of the Great St. Bernard. 1853
- The New Pastoral. 1855
- The House by the Sea. A Poem. 1855
- Sylvia, or, The Last Shepherd An Eclogue, and Other Poems. 1857
- Rural Poems. 1857
- James L. Claghorn, Esq. 1860
- Sheridan's Ride. 1864
- The Descent of the Eagle. 1865
- The Soldier's Friend. 1865
- The Eagle and the Vulture. 1866
- The Poetical Works of Thomas Buchanan Read: Complete in Three Volumes. 1867